# بيكمين 3
بيكيمن 3 (بالإنجليزية: Pikmin 3)، هي لعبة فيديو يابانية، من تطوير نينتندو إنترتينمنت أنالسيس أند دفيلوبمنت وأيتينغ، ونشرها شركة نينتندو، صدرت في الأسواق سنة 2013، وتعمل على منصتي نينتندو وي يو ونينتندو سويتش.